# テルマ・エストリン
テルマ・エストリン（Thelma Estrin、1924年2月21日 - 2014年2月15日）は、アメリカ合衆国の計算機科学者・工学者であり、エキスパートシステムと医用生体工学の分野で先駆的な研究をした。彼女はコンピュータを健康管理や医学研究に応用した初期の人物の一人である。彼女はカリフォルニア大学ロサンゼルス校計算機科学部名誉教授である。

## 幼年期と教育
彼女はニューヨークでテルマ・オースターン(Thelma Austern)として生まれ、ニューヨークの公立学校に通った。ニューヨーク市立大学シティカレッジに入学して数学を専攻した。当時は会計士になるつもりだった。大学在学中の1941年、彼女が17歳のときにジェラルド・エストリンと出会い、2人は結婚した。第二次世界大戦中にジェラルドが陸軍に入隊した。テルマは1942年にスティーブンス工科大学で3か月の工学助手コースを受講し、その後Radio Receptor Companyで電子デバイスの構築に取り組み始め、そこで工学に興味を持った。
戦後、テルマとジェラルドはともにウィスコンシン大学マディソン校に入学し、そこで電気工学の学位を取得した。テルマは1948年に学士号(BSc)、1949年に修士号(MSc)、1951年に博士号(PhD)を取得した。

## キャリア
1950年代初頭に2人はニュージャージー州プリンストンへ移った。ジェラルドはプリンストン高等研究所に入り、ジョン・フォン・ノイマンの研究グループと関係を持つようになった。テルマは、ニューヨーク市のコロンビア長老派教会病院付属のニューヨーク神経学研究所脳波部で研究職に就き、医用生体工学への関心を深めた。
1953年にジェラルドがカリフォルニア大学ロサンゼルス校(UCLA)での職を得て、2人はロサンゼルスへ移った。縁故主義を避けるために夫と同じ職場で働くことができなかったため、テルマはロサンゼルス・ヴァレー・カレッジで製図を教えた。1954年には、2人でイスラエルのワイツマン科学研究所へ行き、イスラエル初のコンピュータ・WEIZACの構築を手伝った。帰国後、テルマは1960年にUCLAの脳研究所と提携し、1961年に研究所内にデータ処理研究室を組織した。彼女はそこで1970年から1980年までデータ処理研究室長を務めた。在任中に、脳波(EEG)のアナログ信号をデジタル信号に変換できる世界初のアナログ－デジタル変換システムを設計・開発した。
1980年、彼女は工学応用科学部の計算機科学部門の教授に就任した。1982年から1984年まで、彼女はアメリカ国立科学財団で電気・コンピュータ・システム研究部門の部長を務めた。彼女は、IEEE Engineering in Medicine and Biology Societyの会長を務め、IEEEの初の女性エグゼクティブバイスプレジデントとなった。

## 女性学と計算機科学
エストリンは、1996年に女性学と計算機科学に関する論文を発表した。この論文では、「1960年代に学術分野として進化したが、非常に異なる道を歩んだ」と彼女が述べるこの2つの分野の共通点について論じている。
エストリンはこの論文で、フェミニストの認識論とその教育学的価値を、計算機科学が「マイノリティや低所得の学生にとってより意味がある」ようになる方法に結び付けている。エストリンは、彼女が25年の間女性の健康と生殖の権利を調査するためのツールを作成していたと言う科学と工学におけるコンピューティングと生物医学工学の分野の口を、女性学は開けなかったが、その代わりに女性学は、人文科学の分野を通じて「女性の直接経験」に焦点を当てたと説明した。エストリンは、「女性学は、本質的に男性的であると考える科学と技術の世界を、家父長制の歴史から拡張することを意味する」と述べている。彼女は、女性学は「社会的および政治的状況におけるジェンダーの要素を理解する」ことを目指しており、「技術への女性のアクセスを広げる」ために必要であると書いている。

## 賞と栄誉
- 1963年 - フルブライト奨学金（イスラエルのワイズマン研究所でてんかん患者の脳波パターンを研究するため）[1]
- 1984年 - IEEEセンテニアル・メダル（英語版）[7]
- 1989年 - ウィスコンシン大学マディソン校 名誉科学博士号
- 1981年 - カリフォルニア工科大学進歩研究所 年間最優秀エンジニア賞
- 1981年 - 女性技術者協会（英語版） 功労賞
- 1982年 - Association for Women in Computing 第1回功労賞（翌年からエイダ・ラブレス賞に改称）[11]
- 1991年 - IEEEハレードン・プラット賞（英語版）[12]
- アメリカ国立科学財団 優秀業績賞
- IEEEフェロー
- アメリカ芸術科学アカデミーフェロー
- アメリカ医学・生物工学会（英語版）創設フェロー

## 私生活
エストリンは1991年7月に67歳で引退した。
彼女には3人の娘がいる。マーゴ・エストリンは医師、デボラ・エストリンは計算機科学者、ジュディス・エストリンは企業幹部である。